# Simeon Stanković
Pour les articles homonymes, voir Stanković.
Simeon Stanković (en serbe cyrillique : Симеон Станковић ; né le 17 octobre 1886 à Ležimir et mort le 30 janvier 1960 à Šabac) est un évêque orthodoxe serbe. Il a notamment été évêque de l'éparchie de Hum-Herzégovine (1931-1934) et de l'éparchie de Šabac (1934-1960).

## Biographie
Simeon Stanković est né le 17 octobre 1886 à Ležimir, près de Sremska Mitrovica. Il effectue ses études primaires dans son village natal puis, à partir de 1908, ses études secondaires aux lycées de Sremska Mitrovica puis de Sremski Karlovci.
Il suit ensuite les cours de la Faculté de théologie de Tchernivtsi (aujourd'hui en Ukraine), dont il sort avec un doctorat en 1914 ; puis il étudie la philosophie à Vienne et à Zagreb. Après avoir obtenu son diplôme, il a été professeur dans les lycées de Sremska Mitrovica et Belgrade puis au séminaire de Saint Sava de Sremski Karlovci.
Le 27 octobre 1919, Simeon Stanković prononce ses vœux monastiques devant l'higoumène du monastère de Mala Remeta Kornelije (Zubović) ; la même année, il est ordonné hiérodiacre dans la cathédrale de Belgrade et, en 1920, hiéromoine dans la même église. Au début de janvier 1922, il est élu professeur assistant, puis professeur associé à la faculté de théologie de l'université de Belgrade, où il enseigne l'éthique chrétienne.
Le 18 novembre 1928, il est promu à la dignité d'archimandrite dans la cathédrale de Belgrade. Dans l'Association monastique (en serbe : Monaško udruženje), il est d'abord secrétaire puis vice-président. Il se distingue non seulement par son travail scientifique mais aussi par sa vie monastique exemplaire et il est gratifié de l'Ordre royal de Saint-Sava du troisième et quatrième degré.
Le 2 octobre 1931, le Saint-Synode des évêques l'élit évêque de l'éparchie de Hum-Herzégovine. Cette élection est approuvée par le roi Alexandre Ier de Yougoslavie le 1er janvier 1932 et Simeon Stanković est intronisé par le patriarche Varnava (Barnabé) dans la cathédrale de Belgrade le 31 janvier 1932 ; cette ordination épiscopale était co-célébrée par l'évêque de Niš Dositej, par l'évêque de Gornji Karlovac Maksimilijan, par l'évêque de Šabac-Valjevo Mihailo et l'évêque de Braničevo Jovan ; le jour même, le roi a nommé par décret Simeon Stanković nouvellement intronisé évêque de l'éparchie de Hum-Herzégovine,.
Lors de la session ordinaire du Saint-Synode des évêques du 19 juin 1934, Simeon de Hum-Herzégovine est élu évêque de Šabac, une fonction devenue vacante et cette élection est confirmée par le roi dans un décret du 27 août 1934,. Il a été intronisé dans sa nouvelle fonction le 7 octobre de la même année,.
En tant qu'évêque de Šabac et de Valjevo, il a porté toute son attention à la préparation des jeunes prêtres, surtout après la Seconde Guerre mondiale. Pendant son temps, une quarantaine de nouvelles églises paroissiales ont été construites dans le diocèse. À titre d'exemple, on peut citer l'église de l'Ascension de Dublje, construite en 1936 pour servir de mémorial et d'ossuaire pour les combattants des guerres de 1912 à 1918.
Il est mort le 30 janvier 1960 à Šabac.

## Écrits
Simeon Stanković a publié de nombreuses études, principalement sur l'éthique chrétienne. Le travail sur Josip Juraj Strossmayer, l'œuvre de sa vie, n'a pas encore été publié
- Moralité chrétienne et philosophique
- Ô costume, mode et luxe
- la Foi et la Morale de notre peuple
- Autonomie et hétéronomie selon les enseignements de la morale chrétienne et philosophique
- Les Commandements de l'Église
- "L'éthique monistique d'Ernest Heckl
- Sur l'avortement et la sanction de l'avortement intentionnel
- Sur la superstition, par Emilian Vojucki, archiprêtre-staurophore et professeur à la Faculté de théologie orthodoxe de Tchernivtsi, traduit de l'allemand et complété par le Dr. Simeon Stankovic
- Sur l'indifférence religieuse de la société d'aujourd'hui
- Le Code d'Hammourabi et le Code de Moïse
- Principes de base de l'enseignement moral orthodoxe
- La Division du décalogue, les Dix Commandements de Dieu
- Sources de l'éthique chrétienne
- Sur la vie et l'œuvre du bienheureux évêque Nikodim  Milaš
- Le principe fondamental de l’enseignement moral et social de Jésus-Christ
- Sur la réforme agraire et les biens de l'Église
- La Tolérance religieuse en Yougoslavie
- L'homme, son origine et le but de la vie